# Aphelolpium
Aphelolpium es un género de arácnido del orden Pseudoscorpionida de la familia Olpiidae. El género incluye cinco especies.

## Especies
Las siguientes especies pertenecen a este género:
- Aphelolpium brachytarsus Tooren, 1995
- Aphelolpium cayanum Muchmore, 1979
- Aphelolpium longidigitatum (Ellingsen, 1910)
- Aphelolpium scitulum Hoff, 1964
- Aphelolpium thibaudi Heurtault and Rebière, 1983